# Penda Mbow
Penda Mbow, sinh năm 1955, là một nhà sử học, một nhà hoạt động, và một chính trị gia người Senegal. Bà là bộ trưởng Bộ Văn hóa Sénégal trong vài tháng của năm 2001, bà cũng đồng thời là giáo sư tại Đại học Cheikh Anta Diop ở Dakar và là chủ tịch của Mouference citoyen (Phong trào Công dân).

## Tiểu sử
Penda Mbow sinh vào tháng 4 năm 1955.
Năm 1986, bà lấy bằng tiến sĩ Lịch sử Trung cổ tại Đại học Provence ở Pháp, với luận án mang tên L'aristocratie militaire mameluke d'après le cadastre d'Ibn al-Ji'an: éléments de comparaison avec la France (bằng tiếng Anh: Giới quý tộc quân sự Mameluke sau Sổ đăng ký công khai của Ibn al-Ji'an: Các yếu tố so sánh với Pháp). Nghiên cứu học thuật của bà tập trung vào lịch sử trí tuệ châu Phi và nghiên cứu về giới Hồi giáo.

## Giải thưởng và nét đặc trưng
- Học bổng Fulbright, Đại học bang Michigan
- Giải thưởng của Quỹ Rockefeller, dành cho nghiên cứu tại Trung tâm Bellagio ở Ý.
- Chevalier de la Légion d'Honneur Francaise (Hiệp sĩ danh dự Pháp)
- Commandeur de l'Ordre National du Mérite, Pháp, 1999.
- Bác sĩ danh dự tại Đại học Uppsala vào tháng 1 năm 2005.[1]